# 15239 Stenhammar
A 15239 Stenhammar (ideiglenes jelöléssel 1989 CR2) a Naprendszer kisbolygóövében található aszteroida. Eric Walter Elst fedezte fel 1989. február 4-én.